# Chrysolina kuesteri
Chrysolina kuesteri es un coleóptero de la familia Chrysomelidae.
Fue descrita científicamente en 1912 por Helliesen.